# Облога Константинополя (626)
Облога Константинополя (29 липня — 7 серпня 626 року) — десятиденна облога столиці Візантійської імперії аварами і союзними племенами слов'ян, булгар і гепідів.
В ході війни Візантії з персами аварський каган, скориставшись відходом візантійського війська на Кавказ і присутністю перської армії на іншому березі Босфору, напав на Константинополь. Візантійський флот не дозволив аварам з'єднати сили з персами. Після провалу вирішального штурму 7 серпня 626 року авари відступили.

## Передісторія
На початку VII століття Візантійська імперія втратила більшу частину своїх володінь на заході і була змушена відбиватися від набігів Аварського каганату з півночі. Близько 620 року з аварами був укладений мир за рахунок сплати данини. Слов'янські племена заселили Балкани, витісняючи місцеве населення.
У 602 році почалася виснажлива війна з персами, в якій Візантія втратила Сирію, Палестину та Єгипет. Імператор Іраклій з 622 року командував армією, що діяла на Кавказі, у Вірменії і причорноморських областях Малої Азії. В 626 році він вів бойові дії проти перської армії під керівництвом Шахіна. Інша перська армія Шахрбараза осаджувала Халкедон, тобто персів відокремлювали від Константинополя тільки протока Босфор і візантійський флот. Іраклій послав частину військ для оборони міста від персів.
Візантійська столиця управлялася патрицієм Боном, хоча номінально владу представляв 14-річний син Іраклія Костянтин, який коронований співправителем батька.

## Облога
Влітку 626 року авари вирішили скористатися вдалим моментом для нападу на Візантію і розірвали мирну угоду. Для походу вони залучили союзні племена слов'ян, булгар і германців-гепідів.
29 червня передові загони аварів кількістю 30 000 воїнів з'явилися неподалік Константинополя. 31-го відбулися перші сутички, але ще місяць авари не наближалися безпосередньо до міста.
29 липня восьмидесятитисячне аварське військо розташувалося біля стін візантійської столиці. Вони оточили місто із західної ссторони від моря до моря.
31 липня з ранку і до 5:00 вечора тривав 1-й штурм аварів. Відбулася інтенсивна перестрілка з луків і пращ уздовж всіх стін. Слов'яни в північній частині затоки Золотий Ріг у гирлі невеликої річки Барбісс спустили на воду численні довбанки, але були заблоковані у затоці, оскільки в Босфорі стояв візантійський флот.
2 серпня в суботу Костянтин послав послів з дарами до кагана, але в аварів вже перебували перські посланці з дарами. Каган, погрожуючи штурмом, поставив ультиматум — покинути місто всім жителям. З речей він дозволяв взяти лише хітон.
3 серпня в неділю каган зумів переправити частину довбанок із затоки Золотий Ріг у містечко Хали на березі Босфору, обійшовши сушею візантійську флотилію. 70 кораблів візантійців негайно попрямували до Хали.
4 серпня в понеділок на світанку слов'яни зробили спробу переправитися через Босфор для транспортування персів, але їх потопили візантійські галери.
5 серпня у вівторок тривали локальні сутички. Авари і слов'яни готували облогові знаряддя і човни, щоб штурмувати місто одночасно з суші і моря.
6 серпня в середу відбувся запеклий бій уздовж всіх стін. Серед захисників міста з'явилися поранені, у аварів втрати були значно важчі. Бій не вщух навіть вночі.

## Штурм
7 серпня перська армія здійснила спробу переправитись на плотах через Босфор, але була оточена та знищена візантійськими кораблями. Слов'яни під проводом аварів спробували напасти на стіни біля узбережжя бухти Золотий Ріг, а основні війська аварського кагана пішли на приступ з боку суші. Тоді галери під командуванням патрикія Бона протаранили та знищили слов'янські човни; аварський напад з суші також завершився невдачею. Отримавши звістку, що брат Іраклія Феодор здобув рішучу перемогу над Шахіном (імовірно після того Шахін помер, не витримавши нищівної поразки), авари впродовж двох днів відступили вглиб Балканського півострова й ніколи більше серйозно не загрожували Константинополю. Хоч армія Шахрвараза все ще стояла табором у Халкедоні, загроза столиці зникла.

## Згадки в історичних джерелах
- Найдетальніше облога описана в проповіді безпосереднього учасника подій Феодора Синкелла «Про шалений напад безбожних авар і персів на богохранимий Град і про їхній ганебний відступ завдяки людинолюбства Бога і Богородиці», яку він виголосив у першу річницю вирішального штурму — 7 серпня 627 року. «Пасхальна хроніка» згадує Синкелла як одного з членів візантійського посольства до кагана 2 серпня. Проповідь як агіографія заклала традицію пояснювати розгром аварів і слов'ян втручанням Богородиці.
- «Пасхальна хроніка» створена в 630-ті роки в Константинополі, можливо очевидцем облоги 626 року. Автор насичує виклад точними деталями і датами, однак рукопис містить лакуни в хроніці облоги.
- Сучасник подій Георгій Пісіда написав поему «Про аварську війну», де в рамках агіографічного жанру віршами описав розгром Богородицею слов'ян на морі.
- Константинопольський патріарх Никифор на початку IX століття написав «Коротку історію з часу після царювання Маврикія», в якій додає невідомі з вищесказаних джерел відомості про облогу.
- Додаткові відомості можна знайти в «Хронографі» Феофана Сповідника, який написаний майже одночасно з історією патріарха Никифора, можливо на основі єдиного джерела.